# Jüdischer Friedhof Wolmirstedt

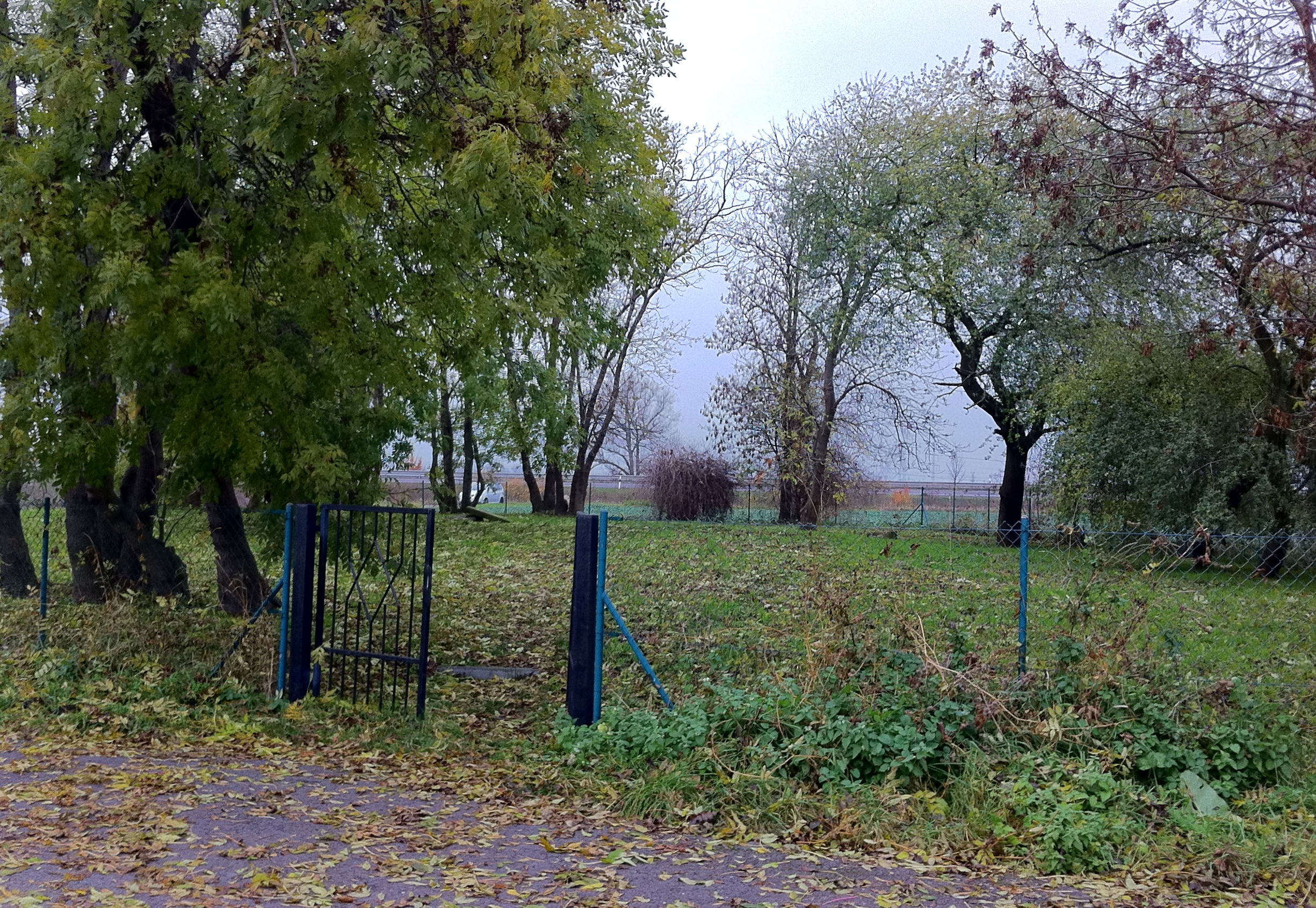
Jüdischer Friedhof Wolmirstedt

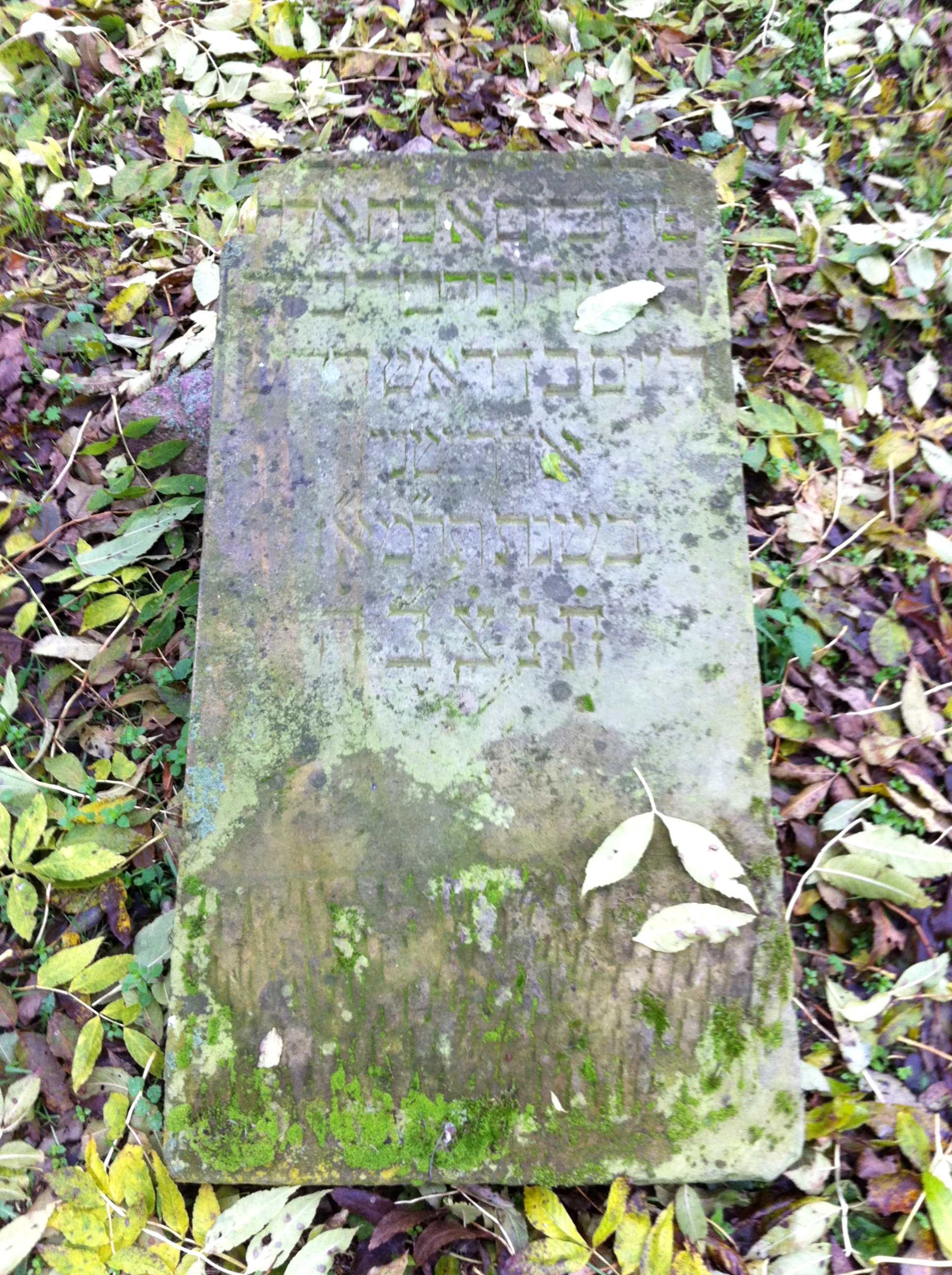
Grabstein

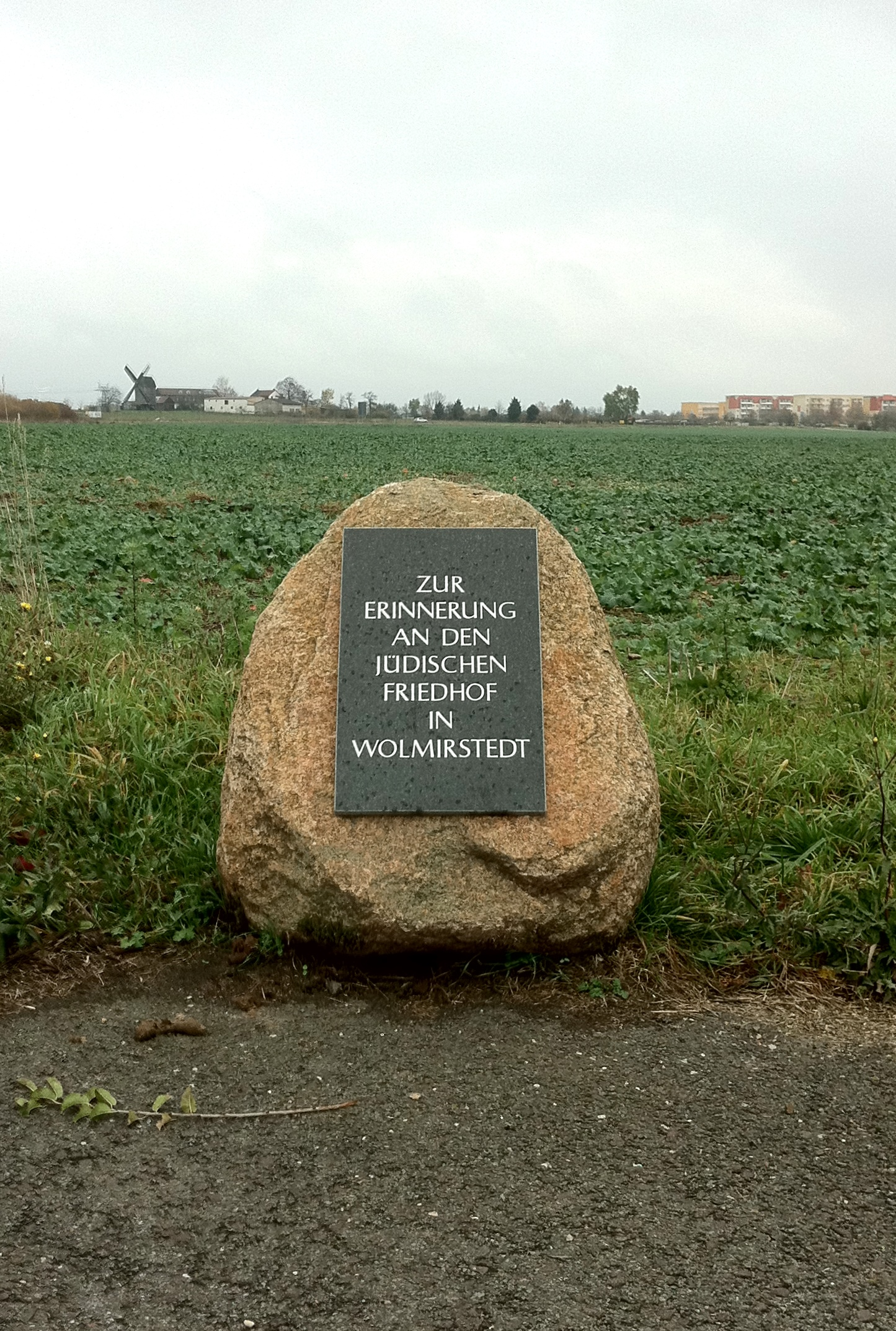
Gedenkstein

Der Jüdische Friedhof Wolmirstedt war der Jüdische Friedhof der Stadt Wolmirstedt im Landkreis Börde in Sachsen-Anhalt.

## Lage
Der heute nicht mehr für Begräbnisse benutzte Friedhof befindet sich weit westlich der Ortslage von Wolmirstedt im Bereich des Flurstücks Lausebuschstücke, südlich der Straße von Wolmirstedt nach Samswegen. Westlich am Friedhof vorbei führt die Bundesstraße 189 von Magdeburg nach Stendal. Nordwestlich des Friedhofs befindet sich die Abfahrt der Bundesstraße zum Stadtzentrum Wolmirstedt.

## Gestaltung
Der Friedhof ist eingezäunt, das Eingangstor trägt einen Davidstern. Er hat eine Fläche von 1890 m². Es sind neun Grabsteine erhalten, die zum Teil hebräische und zum Teil deutsche Inschriften tragen. Westlich des Friedhofs befindet sich ein Gedenkstein zur Erinnerung an den Friedhof.
Im örtlichen Denkmalverzeichnis ist der Friedhof unter der Erfassungsnummer 094 70366 als Baudenkmal verzeichnet.

## Geschichte
Im Jahr 1815 wurde der jüdischen Bevölkerung Wolmirstedts der Friedhof zugewiesen. Die Fläche betrug 2012 Fuß und kostete der jüdischen Gemeinde 17 Taler. Anfang des 20. Jahrhunderts war die Zahl jüdischer Einwohner stark zurückgegangen, so dass die Gemeinde am 18. Februar 1920 aufgelöst wurde. Der Stadt Wolmirstedt wurde mit Anordnung vom 1. März 1920 aufgegeben, Mauer, Tor und Gräber des Friedhofs bis zum Zeitpunkt der Wiedereinrichtung einer Synagogengemeinde in baulich gutem Zustand zu halten und zu pflegen. Zugleich erhielt die Stadt ein Nutzungsrecht an der Synagogengemeinde gehörenden Kapital und Acker. Der Acker wurde in der Folgezeit verpachtet. Seitens der örtlichen Jägerschaft bestand eine Anfrage Acker und Friedhof für den Bau einer Wildschutzanlage nutzen zu dürfen.
1932 fanden auf dem Friedhofsgelände Ausgrabungen, wohl im Auftrag des Landesamtes für Vorgeschichte, statt, wobei auch Schädel geborgen wurden.
In der Zeit des Nationalsozialismus kam es zu Zerstörungen. Am 29. November 1938 gab es einen Antrag Wolmirstedter Ratsherren den Friedhof einebnen zu dürfen, dem jedoch aufgrund eines Protestes der Magdeburger Synagogengemeinde nicht stattgegeben wurde. Der Wolmirstedter Bürgermeister hatte die Steine der Friedhofsmauer der Ortsgruppe der NSDAP für den Bau von Behelfsheimen versprochen und die Abrissarbeiten hatten begonnen. Der komplett Abriss wurde dann jedoch durch eine Beschlagnahme durch das Deutsche Reich verhindert. Zerstörungen ergaben sich auch durch die Verordnung zur Erfassung von Schrott und Metallen auf jüdischen Friedhöfen vom 24. November 1942.
Noch bis zum Mai 1944 war als Eigentümer des Friedhofs die israelitische Gemeinde Magdeburg eingetragen. Am 5. Juni 1944 erfolgte dann eine Beschlagnahme durch die Reichsfinanzverwaltung, die den Friedhof dann der Stadt Wolmirstedt für einen Preis von 700 Reichsmark zum Kauf anbot. Tatsächlich kam es am 30. Oktober 1944 dann zum Abschluss eines Kaufvertrages mit der Stadt.
In den 1950er Jahren bestand der Plan den Friedhof als Kulturdenkmal unter Denkmalschutz zu stellen. Bei einer Bestandsaufnahme im Jahr 1956 wurde jedoch festgestellt, dass die aus Backstein errichtete Friedhofsmauer abgerissen und das Baum- und Strauchwerk entfernt worden sei. Die Grabsteine waren umgestürzt, zertrümmert bzw. entfernt. Die Fläche werde vor Ort als Lagerplatz für Kartoffelkraut und ähnliches genutzt. Der Leiter des Wolmirstedter Museums Hans Dunker empfahl am 23. Mai 1956 trotzdem die Ausweisung als Kulturdenkmal und schlug vor den Platz zu säubern und die erhaltenen Grabsteine wieder aufzurichten.
1958 wurden mehrere Grabsteine in das Wolmirstedter Kreismuseum übernommen. Der Friedhof selbst verkam. Es wurde illegal Müll und alter Hausrat abgeladen.
1993 erfolgte mit finanzieller Unterstützung des Landesverbandes der Jüdischen Gemeinden Sachsen-Anhalts eine Sanierung und Neugestaltung. Müll und Wildwuchs wurden entfernt. Am 3. Februar 1995 übergab das Wolmirstedter Museum drei dort eingelagerte Grabsteine in Magdeburg an den Landesverband, der die Steine wieder auf den jüdischen Friedhof bringen ließ.